# Piotr Babinetz

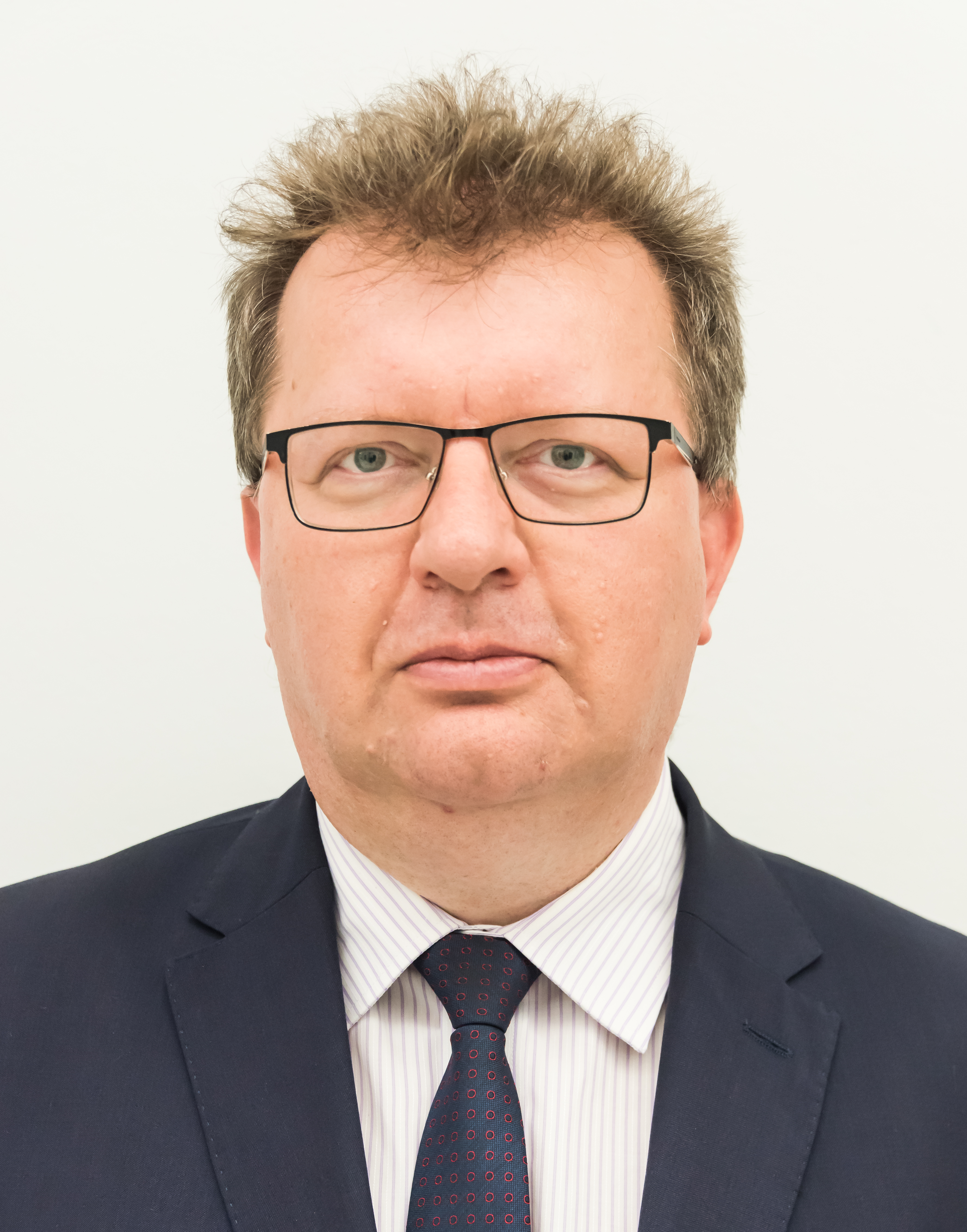
Piotr Babinetz (2022)

Piotr Mieczysław Babinetz (* 9. September 1969 in Krosno) ist ein polnischer Politiker, Kommunalpolitiker, Historiker und seit 2007 Abgeordneter des Sejm in der VI., VII. und VIII. Wahlperiode.
Er beendete sein Studium der Geschichte an der Universität Breslau und arbeitete im Museum des Karpatenvorlandes in Krosno. Er war in den Parteien Konfederacja Polski Niepodległej (Konföderation des Unabhängigen Polens – KPN) und Przymierze Prawicy (Allianz der Rechten – PP) aktiv, danach trat er der Prawo i Sprawiedliwość (Recht und Gerechtigkeit – PiS) bei. Er ist auch Mitglied der Liga Republikańska (Republikanische Liga) und ihr Vorsitzender in der Woiwodschaft Podkarpackie (Karpatenvorland).
In den Jahren 2002 bis 2007 saß er im Sejmik der Woiwodschaft Podkarpackie. Davor war er Stadtrat von Krosno.
Bei den Parlamentswahlen 2007 wurde er mit 8.403 Stimmen über die Liste der PiS Abgeordneter des Sejm für den Wahlkreis Krosno. Er ist Mitglied der Sejm-Kommissionen für Kultur sowie Abgeordnetenangelegenheiten.